# NXT Arrival
NXT Arrival (с англ. — «NXT Прибытие») или продвигаемое как NXT ArRIVAL — это первое Pay-per-view (PPV) в истории NXT рестлинг шоу, проводимое крупнейшим американским реслинг-промоушеном WWE. Это стало первым шоу, которое транслировалось на WWE Network, которое запустилось три дня до начала события. ArRival также начал серию шоу NXT TakeOver.
Было проведено шесть матчей на шоу. В главном событии, Адриан Невилл победил Бо Далласа в лестничном матче и выиграл Чемпионство NXT. На шоу также Пэйдж победила Эмму и сохранила Чемпионство NXT среди женщин и Сезаро победил Сэми Зейна в матче-открытии. Шоу было похвалено критиками, но многие столкнулись с техническими проблемами во время просмотра шоу, которое WWE потвердило.

## Производство

### Предыстория
В 2012 году, WWE переделала бренд NXT из соревновательного шоу основанного на реальных событиях в развивающуюся территорию для главного ростера. В 2014 году, промоушену дали их первое Pay-per-view для NXT под названием Arrival (с англ. — «Прибытие»). Шоу должно пройти 27 февраля 2014, на домашней арене бренда Университет Полных Парусов в Уинтер-Парке, Флорида. Шоу эксклюзивно показывалось на WWE Network. Это стало первым шоу, которое показывалось на WWE Network, которое запустилось  три дня до события.

### Сюжетные линии
Событие будет включать шесть матчей, которые будут проходить по сценариям сюжетных линий. Все сюжетные линии написаны букерами промоушена и развивались все они в течении недели на телевизионном шоу WWE, NXT.

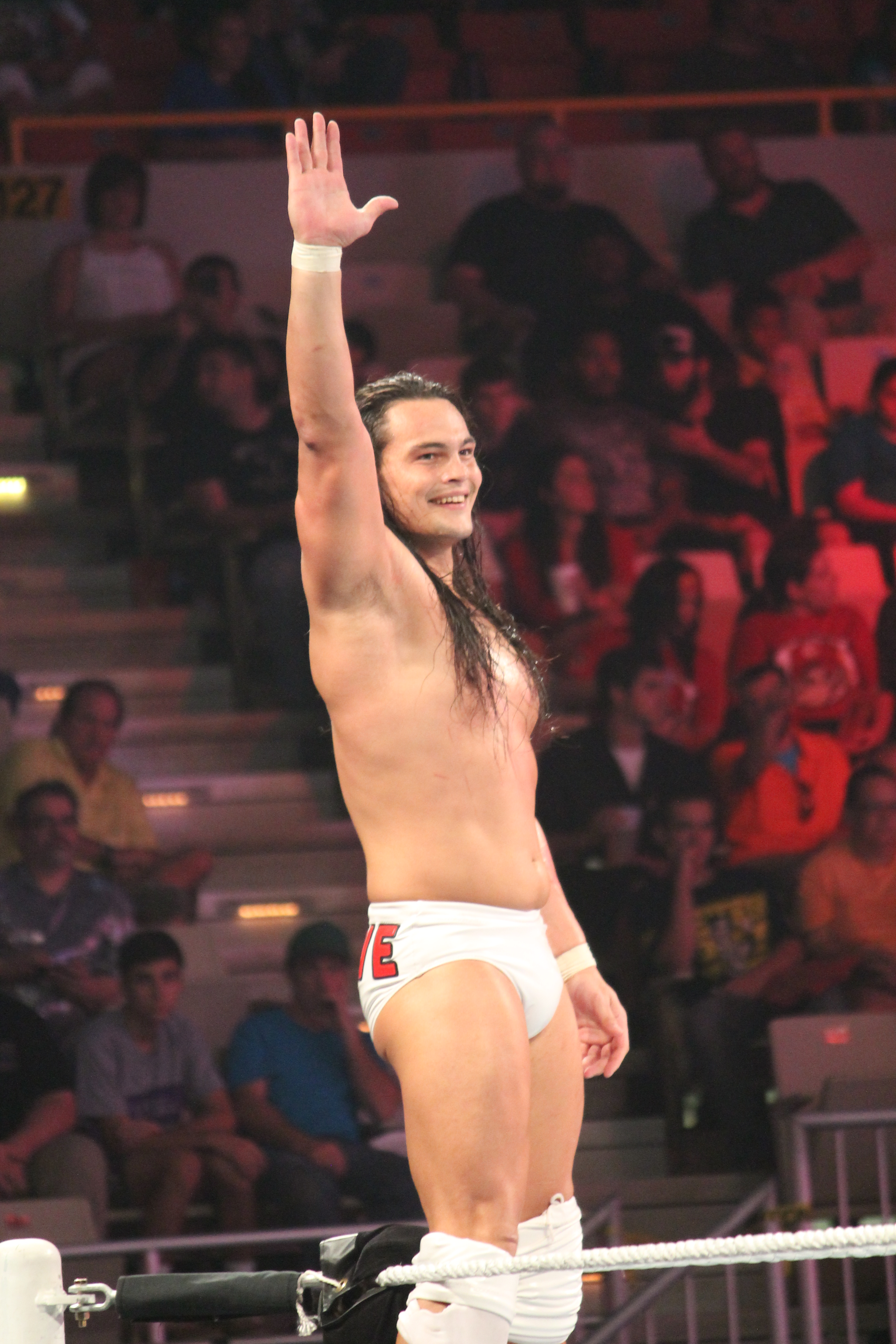
Бо Даллас, действующий чемпион NXT во время NXT Arrival

На шоу были рекламированы три матча. В главном событии, Бо Даллас защищал Чемпионство NXT против Адриана Невилла в матче с лестницами. Невилл впервые выиграл матч за претендента #1 (против Сэми Зейна) за титул Далласа 27 ноября 2013 на эпизоде бренда NXT. Невилл сразился против Далласа за титул на следующем эпизоде и выиграл по отсчёту, но титул не выиграл, так как по отсчёту титул не меняется. Две недели спустя, Невилл сразился с Далласом снова за титул в матче с лесорубами, но проиграл, когда лесоруб Тайлер Бриз вмешался в матч. Невилл снова стал претендентом #1 после того, когда Даллас не смог победить Невилла в матче "Победи Время" 22 января на эпизоде бренда NXT которое произошло из-за хвастовства Далласа. 5 февраля на эпизоде бренда NXT, Трипл Эйч объявил, что матч за титул будет матчем с лестницами на NXT Arrival.

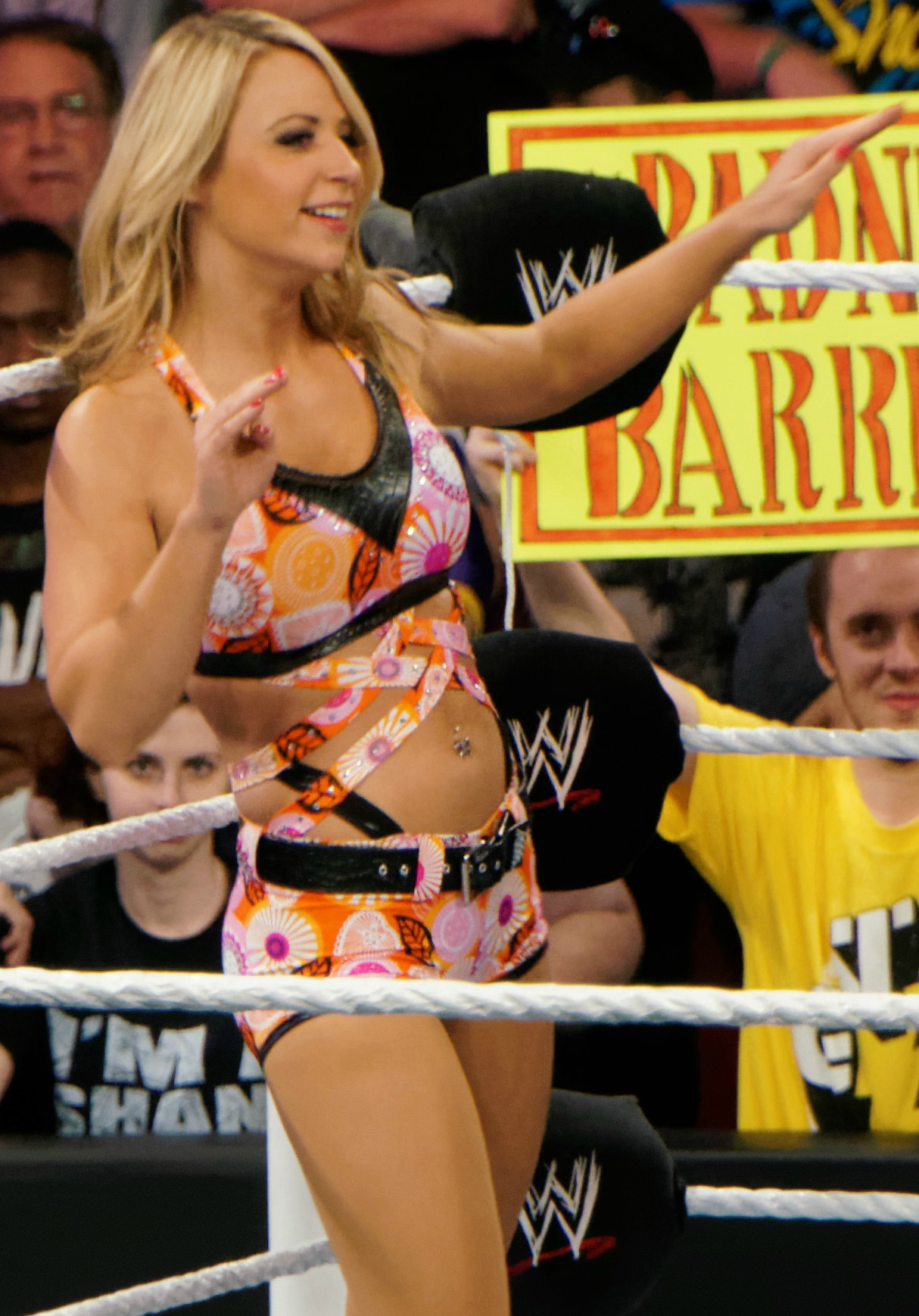
Эмма, претендент на Чемпионство NXT среди женщин на NXT Arrival

Чемпионство NXT среди женщин было защищено на NXT Arrival где Пэйдж сразилась против Эммы. 24 июля 2013 года на эпизоде бренда  NXT, Пэйдж победила Эмму в финале турнира за первое Женское чемпионство NXT. Эмма заработала статус претендента #1 на титул Пэйдж 7 августа на эпизоде бренда NXT выиграв танцевальную вечеринку. Эмма защитила статус претендента против Натальи 1 января на эпизоде бренда NXT. 12 февраля на эпизоде бренда NXT было объявлено, что Эмма получит титульный матч на NXT Arrival.
Вражда Сезаро и Сэми Зейна началась 22 мая 2013 года на эпизоде бренда NXT, где Зейн сделал свой телевизионный дебют на NXT и заработал неожиданную победу против Сезаро, для которого это стал второй матч который он выиграл на этом эпизоде. Сезаро потом выиграл второй и третий матчи их серий, из них второй был матч на 2 удержания из 3 в августе 2013 года. 22 января 2014 года на эпизоде бренда NXT, Зейн сказал, что он помешан на последнем матче против Сезаро, так как "они назвали [его] лучшим матчем всего года", но Зейн тот матч проиграл. В добавок, он сделал вызов Сезаро на ещё один матч, который отклонил его. 12 февраля на эпизоде бренда NXT, Сезаро снова отклонил вызов Зейна, но вместо этого Трипл Эйч назначил рематч на NXT Arrival.

## Шоу
Шоу началось с заявлением от Трипл Эйча, который сказал, что "NXT это новое поколение, и новое поколение прибыло." Комментаторами на шоу были Том Филлипс, Уильям Ригал и Байрон Сэкстон. Панель пре-шоу состояла из Брета Харта, Кевина Нэша, Пола Хеймана и Рене Янг. В разные времена на шоу были показаны мэр Ориндж Каунти  Тереса Джейкобс, Президент Университета Полных Парусов Гарри Джоунс, так же как Рик Флэр, Пат Паттерсон, Дасти Роудс, Ларри Збышко и Джон Сина были показаны как фанаты.

### Важные матчи
В первом матче, Сезаро сразился с Сэми Зейном. В первой половине матча, Зейн прыгнул через верёвки для торнадо DDT, но Сезаро перехватил и провёл Европейский Апперкат. Позже, Сезаро начал избивать левое колено Зейна. Во второй половине матча, Сезаро попытался провести Суперплекс Зейну на ринг, но Зейн увернулся и попытался провести Франкенштейнер Сезаро. Сезаро попытался провести пауэрбомбу, но Зейн успешно провёл франкенштейнер. Зейн после провёл фирменный приём Хэллува Кик, но Сезаро вырвался из удержания. Сезаро пытался уговорить Зейна отстать, но Зейн дальше получал Европейские апперкаты. Сезаро попытался провести "Нейтрализатор", но Зейн увернулся и провёл Бомбу Сансет Флип, но этого было недостаточно. Сезаро провёл ещё один апперкат после того, когда подбросил Зейна в воздух, но Зейн вырвался на счёт один. Сезаро провёл ещё один апперкат и успешно провёл "Нейтрализатор" для победы. После матча, Сезаро обнял Зейна.
Моджо Роли сразился с Си Джей Паркером во втором матче. Роли выиграл после двух "сплеша Стинга", "хип атаки" и после "Хайпер Драйвер".
В третьем матче, Вознесение (Коннор и Виктор) защитили свои Командные чемпионства NXT против неизвестных противников, которыми оказались Очень крутые (Скотти 2 Хотти и Грандмастер Сексей). Под конец матча, Виктор увернулся от фирменного приёма Скотти  "Червяка", приведя к тому, что Вознесение провели двойной приём "Падение мужчины", и таким образом, выиграв матч и сохранив титулы.
В четвёртом матче (который получил поддержку перед матчем от Стефани Макмэн) Пэйдж сразилась с Эммой за Чемпионство NXT среди женщин. Пэйдж не дала Эмме провести болевой "Захват Эммы" во время матча и также смогла вырваться из семи других захватов от Эммы. Когда Пэйдж попыталась провести Суперплекс, Эмма увернулась и провела пауэрбомбу Пэйдж, но этого было недостаточно для победы. Разозлившаяся Эмма дала пощёчину Пэйдж, которая ответила фирменным приёмом "Пэйдж Тарнер". Эмма стала первой женщиной, которая вырвалась из приёма "Пейдж Тарнер". Пейдж провела свой болевой приём "Захват Скорпиона", и этого было достаточно для победы когда Эмма сдалась. Пейдж обняла Эмму после матча.

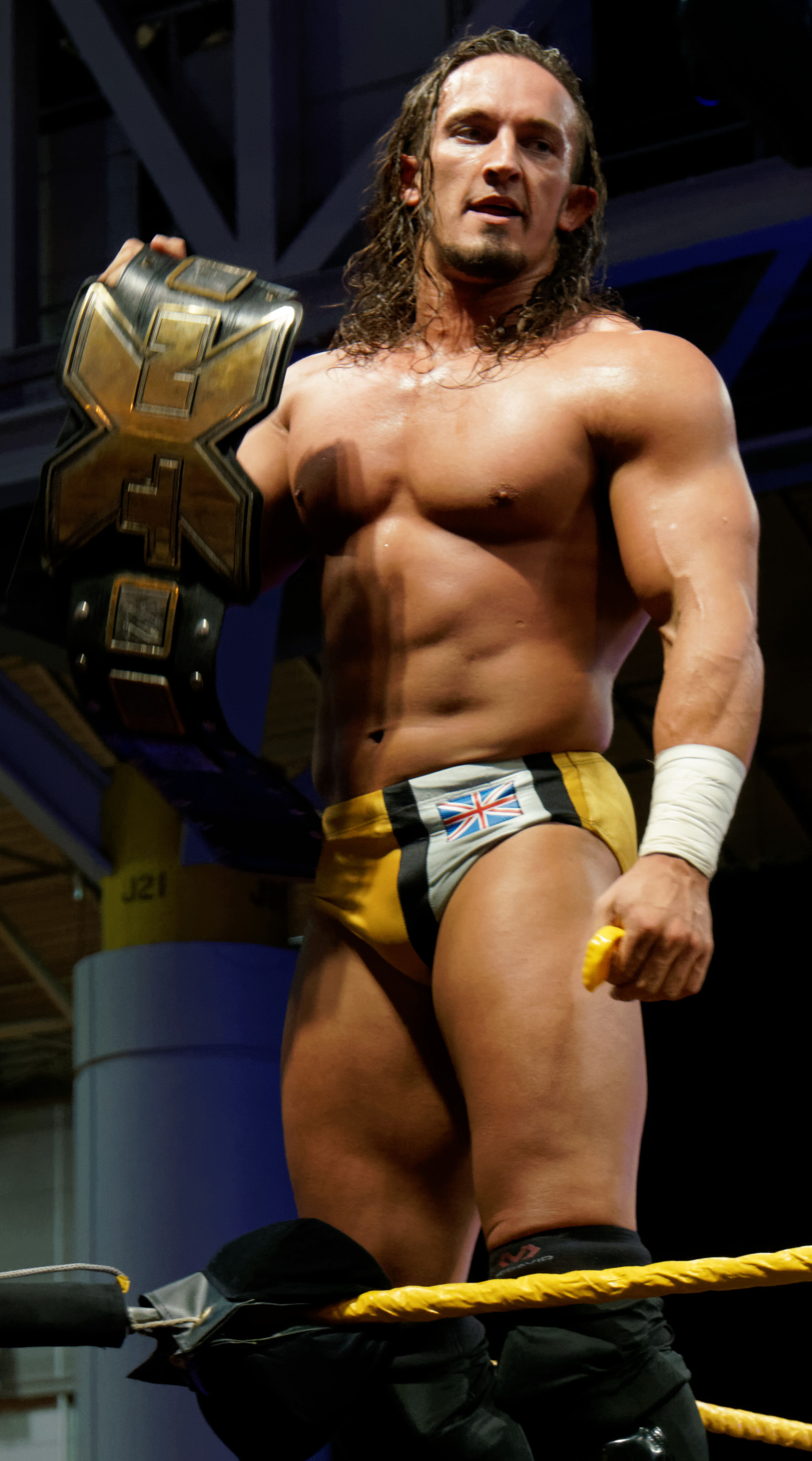
Адриан Невилл в главном событии завоевал Чемпионство NXT.

В следующем матче Тайлер Бриз сразился с Ксавье Вудсом. Как только матч начался, они были прерваны Александром Русевым  и Ланой. Русев атаковал обоих и матч был объявлен несостоявшимся; Русев провёл Бризу Самоанский Дроп и провёл Вудсу болевой приём "Акколаду".

### Главное событие
В главном событии шоу (которое поулчило поддержку от Шона Майклза) Адриан Невилл сразился с Бо Далласом в первом лестничном матче NXT за Чемпионство NXT. В первой половине матча, Даллас попытался забраться на лестницу, когда он поместил Невилла под лестницу, но Невилл использовал свои ноги и столкнул лестницу. Под конец матча, Невилл попытался провести "Красную Стрелу", но Даллас столкнул его с верёвок на апрон ринга и на пол. Невилл восстановился и использовал верёвки, провёл спрингборд над Далласом. В ответ, Даллас провёл бомбу Невиллу с лестницу в угол ринга. Даллас начал экономить силы когда он держал лестницу, но Невилл ударил лестницу на лицо Далласа и провёл бади слем Далласу на лестницу. Невилл полез на канаты и успешно провёл "Красную Стрелу" в то время, как Даллас был на лестнице. Это выбило из строя Далласа надолго, для того, чтобы Невилл залез на лестницу и снял Чемпионство NXT, который висел высоко над рингом. Шоу закончилось тем, что Невилл праздновал свою победу с новым чемпионством.

## Оценки и отзывы шоу
Wrestling Observer Newsletter доложили, что владельцы 200 билетов, которые купили эти билеты, не смогли прийти в Университет Полных Парусов, так как Университет продал театр на 400 мест. Источник также получил возврат от зрителей, которые не смогли посмотреть шоу. "У кого-то были проблемы с сетью Roku, который вещал шоу со старта", но многие сказали, что их трансляция прервалась на матче Бриза и Вудса. WWE позднее призналась, что максимальный номер подписок на WWE Network 1 апреля составил 495,000, который был максимумом зрителей, которые могут посмотреть шоу.
NXT Arrival очень хорошо был оценён критиками. Аарон Остер из Baltimore Sun описал шоу как великолепное, но "испортило всё технические проблемы". Он смотрел шоу в прямой трансляции и трансляция начала плохо вещать с матча Бриз-Вудс, из-за которого он пропустил этот матч и половину главного события. Не считая технических проблем, Остер думал, что Arrival "было фантастическое шоу, которое дало WWE шанс показать состав NXT". Он также заявил, что все три заявленные матчи оправдали  или превысили свои ожидания. Матч Сезаро и Зейна "не был таким, как прошлые два матча, и он был построен на этом" и то, "что они рассказали эту историю, что они хорошо знают друг-друга на ринге, и использовали это в великолепном 20-минутном матче". Остер также хорошо оценил женский матч, где он думал, что "это лучше, чем почти все матчи Див на главных шоу за последние годы, включая сильный рестлинг и болевые захваты."  Он также заметил, что Сидящяя Пауэрбомба, которая провела Эмма, впечатлила фанатов сказать "Лучше, чем у Батисты". Для главного события, Остер чувствовал, что в этом матче были "очень интересные споты с очень хорошим сюжетом, даже если не было обычных брутальных моментов, связанных с лестницами", поэтому это "не настолько отлично" но  "очень хорошо". В последнюю очередь, Остер поблагодарил анносеров, которые "работали идеально вместе в традиционном стиле спорта, которое было очень заметно на вещание. WWE должны сосредоточиться на возвращении этого формата для главных событий".

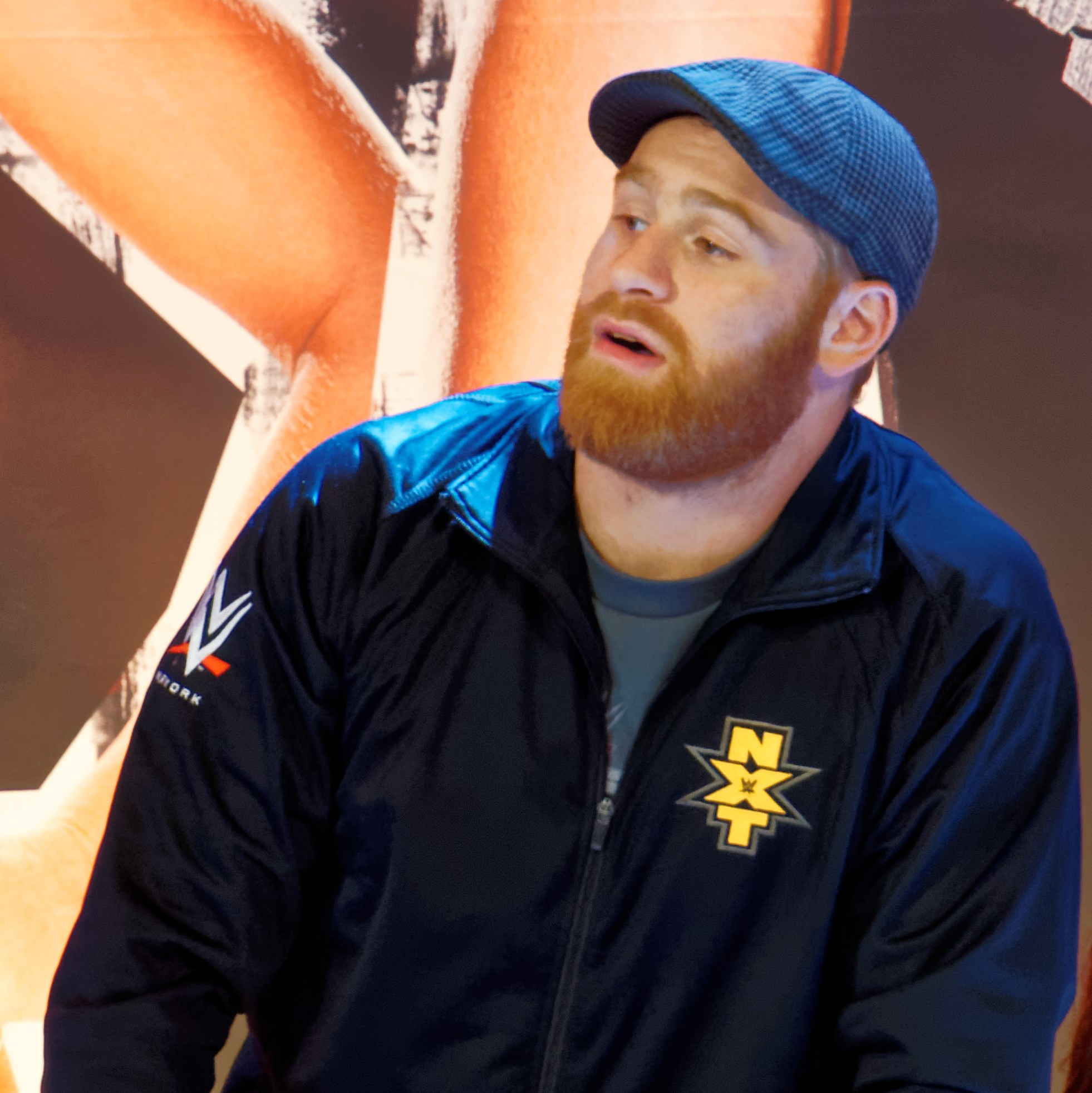
Матч Сэми Зейна получил высокую огласку от критиков.

Нолан Хоуэлл из Canadian Online Explorer's дал положительный отзыв, оценив все шоу на 4 звезды из 5. Он оценил все матчи NXT Arrival по пятибалльной шкале. Матч Сезаро и Зейна получил полные пять звёзд. Матч Роли и Паркера получил одну звезду и 3/4, а матч за Командное чемпионство NXT получил две и 1/4 звезды. Хоуэлл оценил матч Пэйдж и Эммы на три и  3/4 звезды и не оценил матч Бриза и Вудса. Наконец, Хоуэлл оценил матч Далласа и Невилла на три и 1/4 звезды.

## После шоу

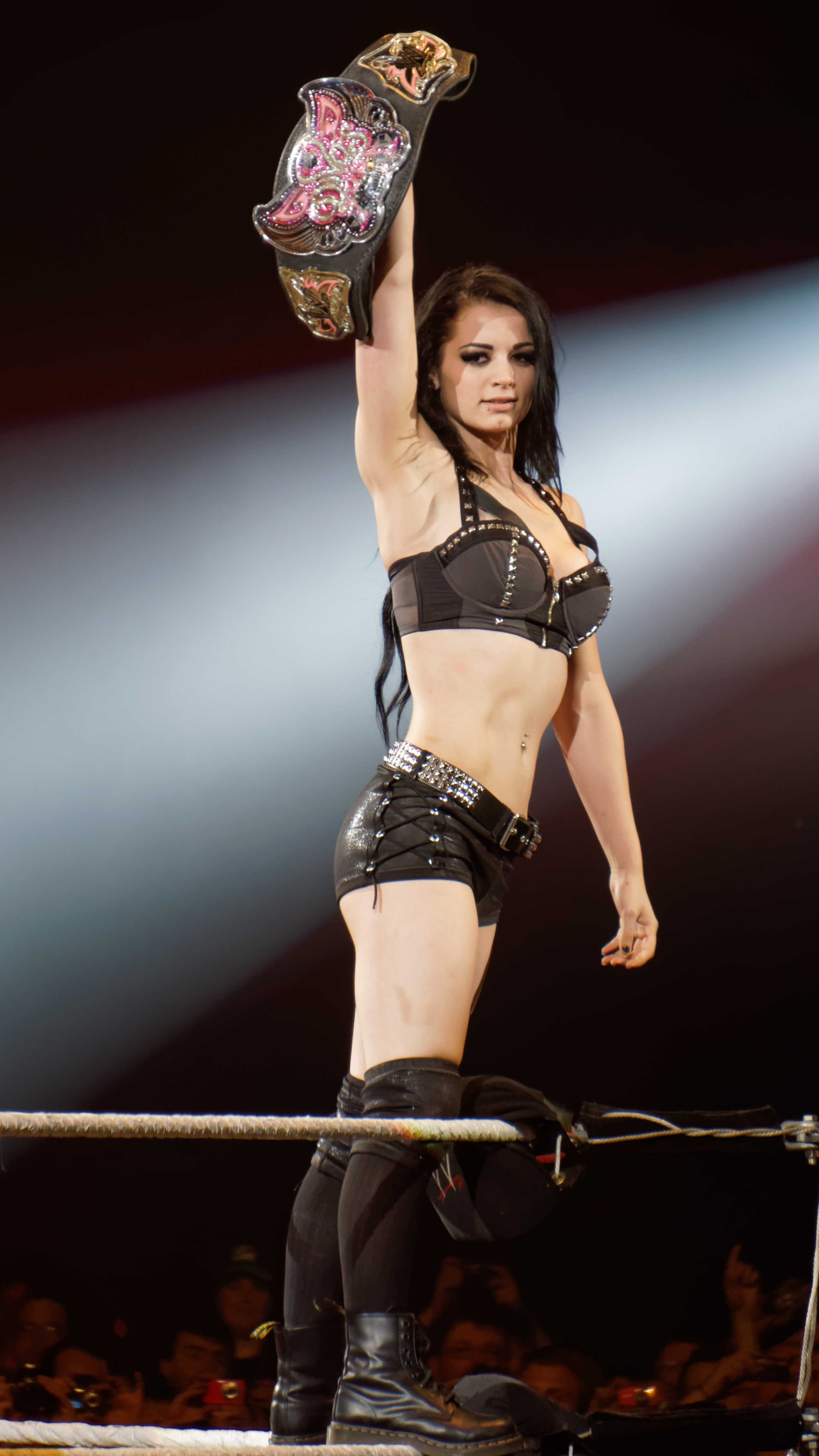
Пэйдж дебютировала на основном составе через два месяца после NXT Arrival и сразу выиграла Чемпионство WWE среди Див.

После NXT Arrival, новый Чемпион NXT Адриан Невилл продолжил соперничать с бывшим чемпионом Бо Далласом, который получил рематч за титул 27 марта на эпизоде бренда NXT; Невилл победил Далласа, сохранив титул и завершив противостояние. В это время, Сэми Зейн начал противостояние с Кори Грейвсом, который критиковал Зейна за то, что Зейн не выигрывал матч.
Меньше, чем два месяца на WrestleMania XXX 6 апреля, у Сезаро был большой момент на WrestleMania; в легендарной сцене, где Халк Хоган провёл бади слем Андре Гиганту на WrestleMania III, где Сезаро (который уже сражался на пре-шоу) и Биг Шоу остались в королевской битве посвящённой Андре, Сезаро провёл бади слем Шоу через верёвку и выиграл матч.
7 апреля на эпизоде Raw после WrestleMania, Пэйдж сделала свой необъявленный дебют в главном ростере и сразу потребовала матч против Чемпионки Див WWE Эй Джей Ли; Пейдж выиграла этот матч и завоевала Чемпионство WWE среди Див и стала двойным чемпионом. Также на этом же Raw, Александр Русев выиграл первый матч на главном ростере, и видео об представлении Бо Далласа начали показывать. 24 апреля на эпизоде бренда NXT из-за перевода на главный ростер WWE и победы Чемпионства WWE среди Див, с Пэйдж сняли Женское чемпионство NXT.
Второе шоу для NXT стало NXT TakeOver 29 мая, в котором Шарлотт выиграла вакантное Чемпионство NXT среди женщин. На третьем шоу для NXT стало NXT TakeOver: Fatal 4-Way 11 сентября; где Вознесение проиграли Командное чемпионство NXT Драгонам Луча (Калисто и Син Кара). На четвёртом шоу NXT, NXT TakeOver: R Evolution 11 декабря, Адриан Невилл проиграл  свой титул Сэми Зейну. "TakeOver" продолжил существование как имя для главных шоу NXT до 2021 года.
Бо Даллас вернулся в главный состав 23 мая на эпизоде SmackDown. Вознесение были повышены в главный состав 29 декабря на эпизоде Raw. Невилл был повышен в главный состав 30 марта 2015 года на Raw после WrestleMania. Си Джей Паркер ушёл из WWE в апреле 2015 года.

## Результаты
| №                                                                                       | Результаты                                                                                     | Условия                                        | Время |
| --------------------------------------------------------------------------------------- | ---------------------------------------------------------------------------------------------- | ---------------------------------------------- | ----- |
| 1P                                                                                      | Мэйсон Райан победил Сильвестра Лефорта                                                        | Одиночный матч                                 | —     |
| 2                                                                                       | Сезаро победил Сэми Зейна                                                                      | Одиночный матч                                 | 22:55 |
| 3                                                                                       | Моджо Роли победил Си Джея Паркера                                                             | Одиночный матч                                 | 3:25  |
| 4                                                                                       | Вознесение (Коннор и Виктор) (ч) победили Очень Крутых (Гранд Мастера Сексея и Скотти 2 Хотти) | Командный матч за Командное чемпионство NXT    | 6:40  |
| 5                                                                                       | Пэйдж (ч) победила Эмму по болевому                                                            | Титульный матч за Чемпионство NXT среди женщин | 12:54 |
| 6                                                                                       | Матч Тайлера Бриза против Ксавье Вудса закончился без результата                               | Одиночный матч                                 | 0:35  |
| 7                                                                                       | Адриан Невилл победил Бо Далласа (ч)                                                           | Матч с лестницами за Чемпионство NXT           | 16:04 |
| - (ч) – чемпион на начало матча - P – указывает, что матч прошёл на предварительном шоу |                                                                                                |                                                |       |